# Lennart van Lierop
Lennart van Lierop, född 20 maj 1994, är en nederländsk roddare.

## Karriär
I augusti 2022 vid EM i München var van Lierop en del av Nederländernas lag som tog silver i åtta med styrman. Följande månad var han även en del av det nederländska laget som tog silver vid VM i Račice.
I maj 2023 vid EM i Bled tog van Lierop sitt första EM-guld i singelsculler. I september 2023 vid VM i Belgrad tog han sitt första VM-guld i scullerfyra tillsammans med Finn Florijn, Tone Wieten och Koen Metsemakers.
Vid olympiska sommarspelen 2024 i Paris tog van Lierop guld i scullerfyra tillsammans med Finn Florijn, Tone Wieten och Koen Metsemakers. Vid EM 2025 i Plovdiv var han en del av Nederländernas lag som tog silver i åtta med styrman.